# Kyriakos Savvidis
Kyriakos Savvidis (řecky Κυριάκος Σαββίδης; * 20. června 1995, Soluň) je řecký fotbalový záložník a bývalý mládežnický reprezentant do 19 a 21 let, od července 2023 hráč slovenského mužstva ŠK Slovan Bratislava. Mimo Řecko působil na klubové úrovni na Slovensku. Nastupuje na postu defenzivního nebo středního záložníka.

## Klubová kariéra
Je odchovancem týmu PAOK Soluň. V sezoně 2013/14 se propracoval do seniorské kategorie, které pomohl v předkolech Evropské ligy UEFA 2015/2016 k postupu do skupinové fáze, ve které však nenastoupil. Za "áčko" PAOKu celkově příliš nehrál a během tohoho působiště hostoval také v konkurenčním mužstvu OFI Kréta a slovenském celku MFK Zemplín Michalovce. V létě 2016 PAOK Soluň definitivně opustil a dva ročníky nastupoval v klubu Panionios GSS, se kterým se představil v předkolech Evropské ligy UEFA 2017/2018. V červenci 2018 zde skončil a po půl roce bez angažmá zamířil jako volný hráč do týmu Aris Soluň, kde si však nepřipsal žádný soutěžní start. Následně se v průběhu sezony 2019/20 vrátil tentokrát již na přestup do Zemplínu Michalovce.

### FC Spartak Trnava

#### Sezóna 2020/21
V září 2020 přestoupil v rámci Slovenska do Spartaku Trnava. Ligový debut si zde odbyl v šestém kole hraném 12. září 2020 v derby se Slovanem Bratislava (prohra 0:2), na hrací plochu přišel v 72. minutě. Poprvé v ročníku skóroval ve 14. kole v souboji s mužstvem FK Pohronie, když v nastaveném čase druhého poločasu srovnával na konečných 3:3. Svůj druhý přesný střelecký zásah v sezoně si připsal 20. 2. 2021, když proti klubu FC Nitra dal jediný a tudíž vítězný gól zápasu. Potřetí v ročníku se trefil do sítě Slovanu Bratislava při venkovním vítězství 2:1.

#### Sezóna 2021/22
Před sezonou 2021/22 uzavřel s vedením týmu nový dvouletý kontrakt. S Trnavou postoupil na podzim 2021 přes celek Mosta F.C. z Malty (prohra 2:3 venku a výhra 2:0 doma) a rumunské mužstvo Sepsi OSK (postup po penaltovém rozstřelu) do třetího předkola Evropské Konferenční ligy UEFA 2021/2022, v němž však se spoluhráči vypadli po domácí remíze 0:0 a venkovní prohře 0:1 s klubem Maccabi Tel Aviv FC z Izraele
Poprvé v ročníku rozvlnil síť soupeřovy "svatyně" v derby duelu 29. října 2021 ve 13. kole s týmem FK Senica (výhra 2:1), když ve 36. minutě zvyšoval na průběžných 2:0. Následně vsítil branku 13. 2. 2022 v souboji s mužstvem FC DAC 1904 Dunajská Streda, když srovnával na konečných 1:1. Svůj třetí gól v lize v této sezoně zaznamenal ve 28. kole proti klubu ŠKF Orion Tip Sereď (výhra 2:0), v 69. minutě otevřel z pokutového kopu střelecký účet utkání. V jarní části ročníku postoupil se Spartakem až do finále domácího poháru, ve kterém porazili se spoluhráči Slovan Bratislava 2:1 po prodloužení a získali tuto trofej.

#### Sezóna 2022/23
Na podzim 2022 postoupil se Spartakem Trnava přes celek Newtown A.F.C. z Walesu (výhry 4:1 doma a 2:1 venku) do třetího předkola Evropské Konferenční ligy UEFA 2022/2023, v němž však vypadli po prohrách 0:2 doma a 0:1 venku s polským týmem Raków Częstochowa.
Poprvé v sezoně skóroval v souboji s mužstvem MŠK Žilina a podílel se na domácí remíze 2:2 s tímto soupeřem. Svoji druhou branku v ročníku si připsal v osmém kole hraném 31. srpna 2022, kdy dal v 82. minutě gól na konečných 1:0 proti Tatranu Liptovský Mikuláš. Následně vsítil přesný střelecký zásah 2. 10. 2022 do "svatyně" ViOnu Zlaté Moravce – Vráble, se spoluhráči zvítězili na trávníku protivníka 3:0. Počtvrté v sezoně se radoval z gólu o dvacet dní později v 15. kole v odvetě s Žilinou a byl u venkovní výhry 2:1. V jarní části ročníku 2022/23 obhájil s Trnavou zisk Slovenského poháru.

### ŠK Slovan Bratislava

#### Sezóna 2023/24
Před sezonou 2023/24 podepsal po konci ve Spartaku Trnava jako volný hráč tříletou smlouvu se Slovanem Bratislava, úřadujícím mistrem ligy. Se Slovanem postoupili přes lucemburský klub FC Swift Hesper (remíza 1:1 doma a výhra 2:0 venku) a celek HŠK Zrinjski Mostar z Bosny a Hercegoviny (výhra 1:0 venku a remíza 2:2 doma) do třetího předkola Ligy mistrů UEFA 2023/2024, ve kterém vypadli po prohrách 1:2 doma a 1:3 venku s izraelským týmem Makabi Haifa FC a byli přesunuti do čtvrtého předkola - play-off Evropské ligy UEFA 2023/2024, ve kterém nepostoupili po domácí výhře 2:1 a prohře 2:6 venku přes mužstvo Aris Limassol z Kypru a kvalifikovali se tak do skupinové fáze Evropské Konferenční ligy UEFA 2023/2024. Se Slovanem Bratislava byli zařazeni do základní skupiny A, kde v konfrontaci s kluby Lille OSC (Francie) - (prohra 1:2 venku a remíza 1:1 doma), NK Olimpija Lublaň (Slovinsko) - (výhra 1:0 venku a prohra 1:2 doma) a KÍ Klaksvík (Faerské ostrovy) - (výhry doma i venku 2:1). skončili se ziskem deseti bodů na druhém místě tabulky a podruhé za sebou postoupili do jarní vyřazovací části této soutěže. V ní však vypadli se spoluhráči již v šestnáctifinále po prohrách 1:4 venku a 0:1 doma se Sturmem Graz z Rakouska. Celkem v tomto ročníku pohárové Evropy odehrál Savvidis 13 střetnutí, v nichž branku nedal. Debut v lize si zde připsal v souboji s tehdejším nováčkem ligy týmem FC Košice (remíza 0:0), na trávník zamířil v 81. minutě místo Richarda Križana. V jarní části sezony 2023/2024 pomohl Slovanu Bratislava k šestému ligovému titulu v řadě a celkově jubilejnímu 30. v historii mužstva.

#### Sezóna 2024/25
Se Slovanem postoupil na podzim 2024 přes severomakedonský klub FC Struga (výhry 4:2 doma a 2:1 venku), tým NK Celje ze Slovinska (remíza 1:1 venku a výhra 5:0 doma), mužstvo APOEL FC z kyperského města Nikósie (výhra 2:0 doma a remíza 0:0 venku) a celek FC Midtjylland z Dánska (remíza 1:1 venku a výhra 3:2 doma) z prvního předkola až do hlavní části Ligy mistrů UEFA 2024/2025, do které se bratislavský klub dostal poprvé ve své historii. V ligové fázi tehdy hrající se novým formátem se se spoluhráči střetli s týmy Manchester City FC (Anglie) - (prohra 0:4 doma), FC Bayern Mnichov (Německo) - (prohra 1:3 venku), Atlético Madrid (Španělsko) - (prohra 1:3 venku), AC Milán (Itálie) - (prohra 2:3 doma), GNK Dinamo Záhřeb (Chorvatsko) - (prohra 1:4 doma), Celtic FC (Skotsko) - (prohra 1:5 venku), VfB Stuttgart (Německo) - (prohra 1:3 doma) a Girona FC (Španělsko) - (prohra 0:2 venku) a v konečné tabulce složené ze všech mužstev postoupivších do ligové fáze skončili na 35. místě a do vyřazovací fáze nepostoupili. Celkem v tomto ročníku pohárové Evropy odehrál Savvidis 14 zápasů, v nichž gól nevstřelil. Na jaře 2025 vybojoval se Slovanem Bratislava po domácí výhře 4:3 nad celkem MŠK Žilina sedmý ligový titul v řadě.

## Klubové statistiky
Aktuální k 18. květnu 2025
| Sezona    | Klub                           | Soutěž       | Zápasy | Góly |
| --------- | ------------------------------ | ------------ | ------ | ---- |
| 2013/2014 | Panionios GSS                  | Superliga    | 1      | 0    |
| 2014/2015 | PAOK Soluň                     | Superliga    | 7      | 0    |
| 2014/2015 | OFI Kréta (host.)              | Superliga    | 0      | 0    |
| 2015/2016 | PAOK Soluň                     | Superliga    | 1      | 0    |
| 2015/2016 | MFK Zemplín Michalovce (host.) | Fortuna liga | 4      | 0    |
| 2016/2017 | Panionios GSS                  | Superliga    | 23     | 1    |
| 2017/2018 | Panionios GSS                  | Superliga    | 23     | 0    |
| 2018/2019 | Aris Soluň                     | Superliga    | 0      | 0    |
| 2019/2020 | MFK Zemplín Michalovce         | Fortuna liga | 22     | 0    |
| 2020/2021 | FC Spartak Trnava              | Fortuna liga | 25     | 3    |
| 2021/2022 | FC Spartak Trnava              | Fortuna liga | 29     | 3    |
| 2022/2023 | FC Spartak Trnava              | Fortuna liga | 28     | 4    |
| 2023/2024 | ŠK Slovan Bratislava           | Niké liga    | 26     | 0    |
| 2024/2025 | ŠK Slovan Bratislava           | Niké liga    | 26     | 0    |
| 2025/2026 | ŠK Slovan Bratislava           | Niké liga    |        |      |